# Simon Dirks
Simon Dirks ist ein deutscher Synchronsprecher. Er synchronisierte unter anderem mehrfach Cameron Boyce sowie Jackson Pace in der Fernsehserie Homeland.

## Synchronarbeiten

### Filme
| Film                                     | Schauspieler    | Name der Rolle | Zeit |
| ---------------------------------------- | --------------- | -------------- | ---- |
| Jessie triff Austin & Ally               | Cameron Boyce   | Luke Ross      | 2012 |
| Die Hüter des Lichts                     | Khamani Griffin | Caleb          | 2012 |
| Zaytoun – Geborene Feinde, echte Freunde | Michel Khoury   | Ali            | 2012 |
| Descendants – Die Nachkommen             | Cameron Boyce   | Carlos         | 2015 |
| Descendants 3 – Die Nachkommen           | Cameron Boyce   | Carlos         | 2019 |

### Serien
| Serie                       | Schauspieler      | Name der Rolle | Zeit/Episode                                |
| --------------------------- | ----------------- | -------------- | ------------------------------------------- |
| Jessie                      | Cameron Boyce     | Luke Ross      | 2011–2015                                   |
| Doctor Who                  | Maurice Cole      | Cyril Arwell   | 2011; Episode „Sternenhimmel“               |
| Homeland                    | Jackson Pace      | Chris Brody    | 2011–2013                                   |
| House of Lies               | Donis Leonard Jr. | Roscoe Kaan    | 2012–2013                                   |
| Meine Schwester Charlie     | Cameron Boyce     | Luke Ross      | 2013; Episode „Weihnachten mit Jessie“      |
| Der ultimative Spider-Man   | Cameron Boyce     | Luke Ross      | 2014; Episode „Eine gruselige Museumsnacht“ |
| Liv und Maddie              | Cameron Boyce     | Krahgg         | 2014; Episode „17“                          |
| Descendants – Verhexte Welt | Cameron Boyce     | Carlos         | 2015–2017                                   |
| Camp Kikiwaka               | Cameron Boyce     | Luke Ross      | 2016–2017                                   |